# Champcevinel
Champcevinel település Franciaországban, Dordogne megyében. Lakosainak száma 3077 fő (2022. január 1.). Champcevinel Agonac, Périgueux, Château-l’Évêque, Cornille és Trélissac községekkel határos.

## Népesség
A település népességének változása:
| Lakosok száma | 1127 | 1697 | 2208 | 2467 | 2790 | 2840 | 2880 | 2965 | 2980 | 3077 |
|               | 1968 | 1982 | 1990 | 2006 | 2013 | 2015 | 2017 | 2019 | 2020 | 2022 |